# Noreena molena
Noreena molena är en fjärilsart som beskrevs av Jones 1912. Noreena molena ingår i släktet Noreena och familjen juvelvingar. Inga underarter finns listade i Catalogue of Life.